# جامعة نوفوسيبيرسك الحكومية
جامعة نوفوسيبيرسك الحكومية (بالروسية: Новосибирский государственный университет) هي جامعة سوفييتية تأسست في عام 1959 من طرف الأكادميين ميخائيل لافرونتييف وسيرجي سوبوليف وسيرجي كريستيانوفيتش في إطار عملهم على إنشاء قسم سيبيري للأكاديمية السوفييتية للعلوم.

## رجالات الجامعة

### الخريجون
- إفيم زيلمانوف